# Andrew Daly
Andrew Daly, noto anche come Andy Daly (New York, 15 aprile 1971), è un attore e comico statunitense.
È noto soprattutto come interprete protagonista della serie televisiva Review.

## Vita privata
È sposato dal 2004 con l'attrice Carri Levinson.

## Filmografia parziale

### Attore

#### Cinema
- Fuga dal Natale (Christmas with the Kranks), regia di Joe Roth (2004)
- Scuola per canaglie (School for Scoundrels), regia di Todd Phillips (2006)
- What Love Is, regia di Mars Callahan (2007)
- Semi-Pro, regia di Kent Alterman (2008)
- Notte brava a Las Vegas (What Happens in Vegas), regia di Tom Vaughan (2008)
- Tre all'improvviso (Life as We Know It), regia di Greg Berlanti (2010)
- L'orso Yoghi (Yogi Bear), regia di Eric Brevig (2010)
- Qualcosa di straordinario (Big Miracle), regia di Ken Kwapis (2012)
- Ghost Movie (A Haunted House), regia di Michael Tiddes (2013)
- Middle School: The Worst Years of My Life, regia di Steve Carr (2016)
- Tavolo n.19 (Table 19), regia di Jeffrey Blitz (2017)
- Home Sweet Home Alone - Mamma, ho perso l'aereo (Home Sweet Home Alone), regia di Dan Mazer (2021)
- Kimi - Qualcuno in ascolto (Kimi), regia di Steven Soderbergh (2022)
- Unfrosted - Storia di uno snack americano (Unfrosted), regia di Jerry Seinfeld (2024)

#### Televisione
- MADtv – serie TV, 41 episodi (2000-2002)
- Crossballs: The Debate Show – programma TV, 15 puntate (2014)
- Reno 911! – serie TV, 6 episodi (2005-2009, 2020)
- Eastbound & Down – serie TV, 10 episodi (2009-2012)
- The Big Bang Theory – serie TV, episodio 12x14 (2019)
- Delocated – serie TV, 6 episodi (2010-2012)
- The Paul Reiser Show – serie TV, 7 episodi (2011)
- Modern Family – serie TV, 8 episodi (2013-2019)
- Review - serie TV, 22 episodi (2014-2017)
- Silicon Valley – serie TV, 8 episodi (2014-2018)
- Black-ish – serie TV, 8 episodi (2015-2022)
- Veep - Vicepresidente incompetente (Veep) – serie TV, 6 episodi (2019)
- Lezioni di chimica (Lessons in Chemistry) – miniserie TV, 4 puntate (2023)

### Doppiatore
- The Life & Times of Tim – serie animata, 18 episodi (2008-2012)
- Adventure Time – serie animata, 13 episodi (2014-2017)
- Bob's Burgers – serie animata, 7 episodi (2014-2020)
- Rick and Morty – serie animata, episodio 2x02 (2015)
- American Dad! – serie animata, 20 episodi (2016-in corso)
- Verme del futuro (Future-Worm!) – serie animata, 4 episodi (2016-2018)
- I Greens in città (Big City Greens) – serie animata, 23 episodi (2018-in corso)
- Big Mouth – serie animata, 4 episodi (2018-2021)
- Harley Quinn – serie animata, 7 episodi (2019-2020)
- Solar Opposites – serie animata, 7 episodi (2020-in corso)
- Inside Job – serie animata, 10 episodi (2021-in corso)

### Produttore
- Jules, regia di Marc Turtletaub (2023)

## Doppiatori italiani
Nelle versioni in italiano delle opere in cui ha recitato, Andrew Daly è stato doppiato da:
- Mauro Gravina in Tre all'improvviso, The Good Place, Modern Family (st. 5)
- Francesco Prando in Notte brava a Las Vegas, The Closer
- Danilo De Girolamo in L'orso Yoghi, Transformers 3
- Alessandro Quarta in Silicon Valley, Trial & Error
- Luca Dal Fabbro in Modern Family (st. 6-10), Unfrosted - Storia di uno snack americano
- Simone Mori in Ghost Movie
- Antonio Sanna in Semi-Pro
- Alessio Cigliano in Lei è troppo per me
- Fabrizio Vidale in Major Crimes
- Sergio Lucchetti in Scuola media: gli anni peggiori della mia vita
- Fabrizio Manfredi in Lezioni di chimica
- Marco Baroni in Tavolo 19
- Marco Vivio in The Big Bang Theory

Da doppiatore è sostituito da:
- Francesco De Francesco in I Greens in città
- Emiliano Coltorti in Solar Opposites